# Євангелічно-лютеранська церква Мартіна Лютера (Даугавпілс)

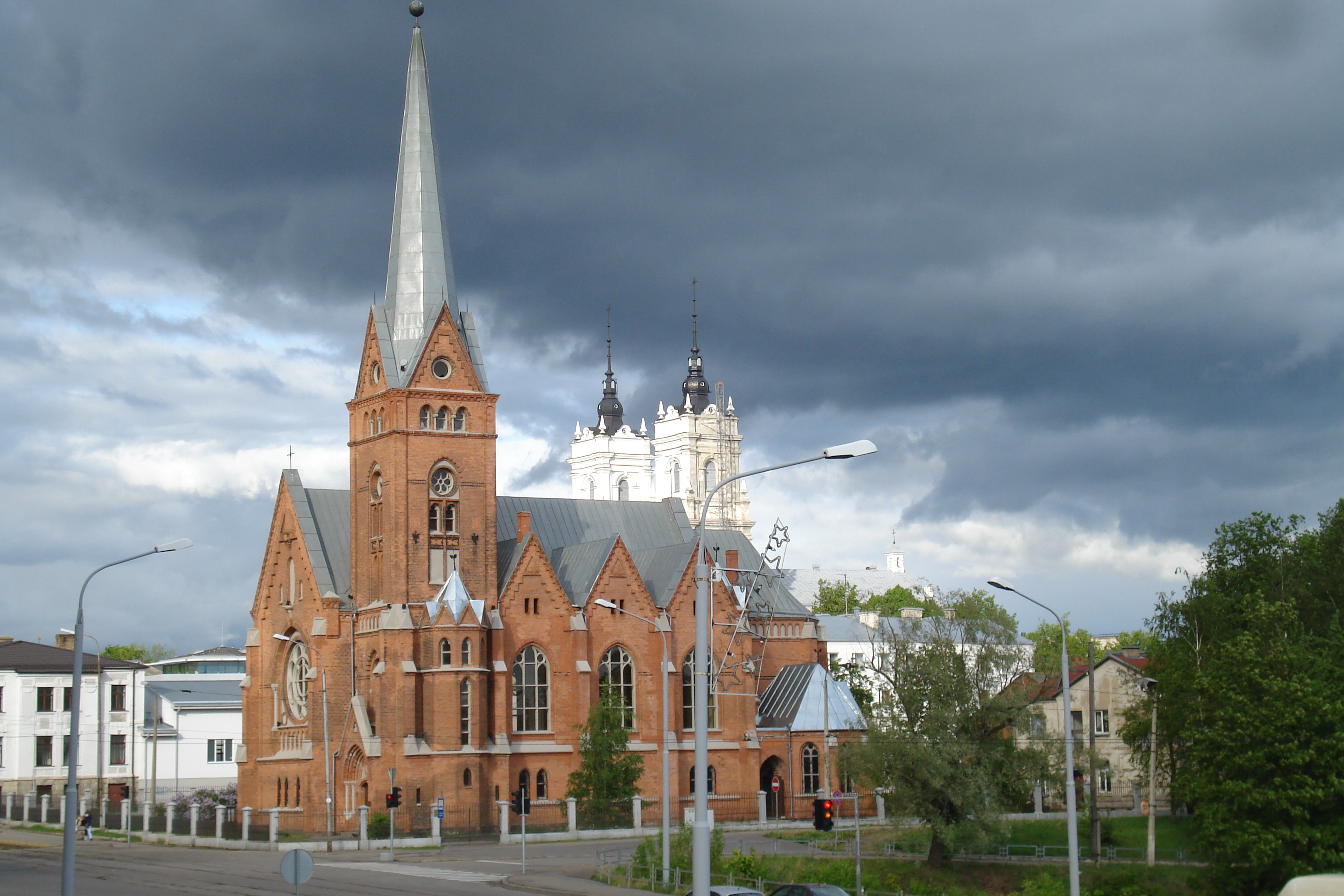
Євангелічно-лютеранський кафедральний собор Мартіна Лютера

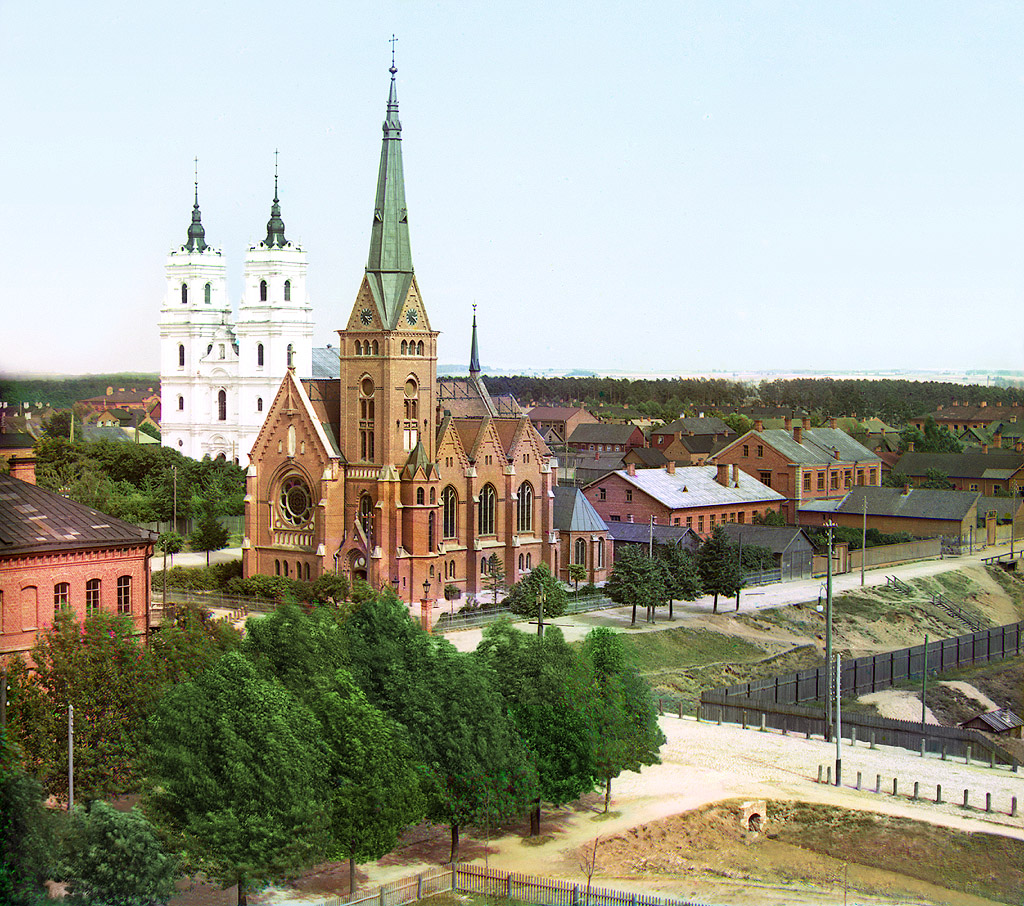
Фотографія Прокудіна-Горського 1912 року

Євангелічно-лютеранська церква Мартіна Лютера (латис. Daugavpils Mārtiņa Lutera evaņģēliski luteriskā baznīca) — лютеранська церква в Даугавпілсі в Латвії.

## Опис
Церква з червоної цегли, розташована по вулиці 18 листопада, 66 (раніше Шосейна, Сарканарміяс). Будувалася в 1892-1893 роках. Освячена 10/22 жовтня 1893 року. Знаходиться на Новій Будові на Церковній горі, де стоять церкви чотирьох християнських конфесій (лютеранська, православна, старообрядницька, католицька). Архітектор собору — Вільгельм Нейман (1849-1919). Церква побудована в стилі неоготика. На фотографії 1912 року Прокудіна-Горського видно годинник в башті кірхи.

## Історія
Церква постраждала в 1941 році — згорів шпиль вежі. Була пошкоджена і сама вежа. Відновлена в 1941-1943 роках, але шпиль зроблений в дуже скороченому вигляді.
Після війни годинник з вежі здали в металобрухт. Лютеранський прихід не був великим, в повоєнний час в кірсі знаходився склад, далі була влаштована школа боксу, перебудований зал, виник другий поверх.
У 1987 році виникла сильна пожежа. Згоріла вежа і дах. У грудні 1991 року кірху передали громаді віруючих, почалося повільне відновлення кірхи, місто допомагало у відродженні церкви. На початку 90-х років був відновлений шпиль церкви первоначатьной висоти (52 метра), але вже не з міді і не мав художніх візерунків, як це було до пожежі в 1941 році. У вежі є дзвони, розташовані на рівні приблизно 20-21 метра. У наші дні їх дзвін можна почути під час служби.

### Теперішній час
На початку 2000-х років навколо кірхи був відновлений паркан і обладнано підсвічування кірхи. Кілька ламп знаходяться на вежі для підсвічування шпиля. У 2006 році Синод Євангелічно-Лютеранської Церкви Латвії затвердив Лієпайського і Даугавпилсский єпархії (з Кафедральним собором Мартіна Лютера) на додаток до раніше існуючої Ризької єпархії. У 2007 році Синод затвердив Даугавпилсским єпископом Ейнарса Алпєєва (нар. 1963), в грудні 2007 року новий єпископ провів першу службу і вступив на посаду в Кафедральному соборі Мартіна Лютера, об'єднує 46 парафій Даугавпилської єпархії в Латгалії.
8 серпня 2010 року після сильної бурі була частково пошкоджена покрівля шпиля вежі.
14 січня 2016 року опубліковане звернення по відродженню курантів церкви до 2017 року, святкування 500-річчя Реформації, розпочатої М. Лютером в 1517 році.

## Пастори приходу
- Ранні священики[1]
- Пастор громади Яніс Берзіньш (помер на 71 році життя в 1995 році)
- Л. Розентальс[2]
- Айвар Гусєв[3][4].
- Агріс Павілс Ліевалдс
- Андіс Леншс[5]